# St. Clemens (Fischeln)

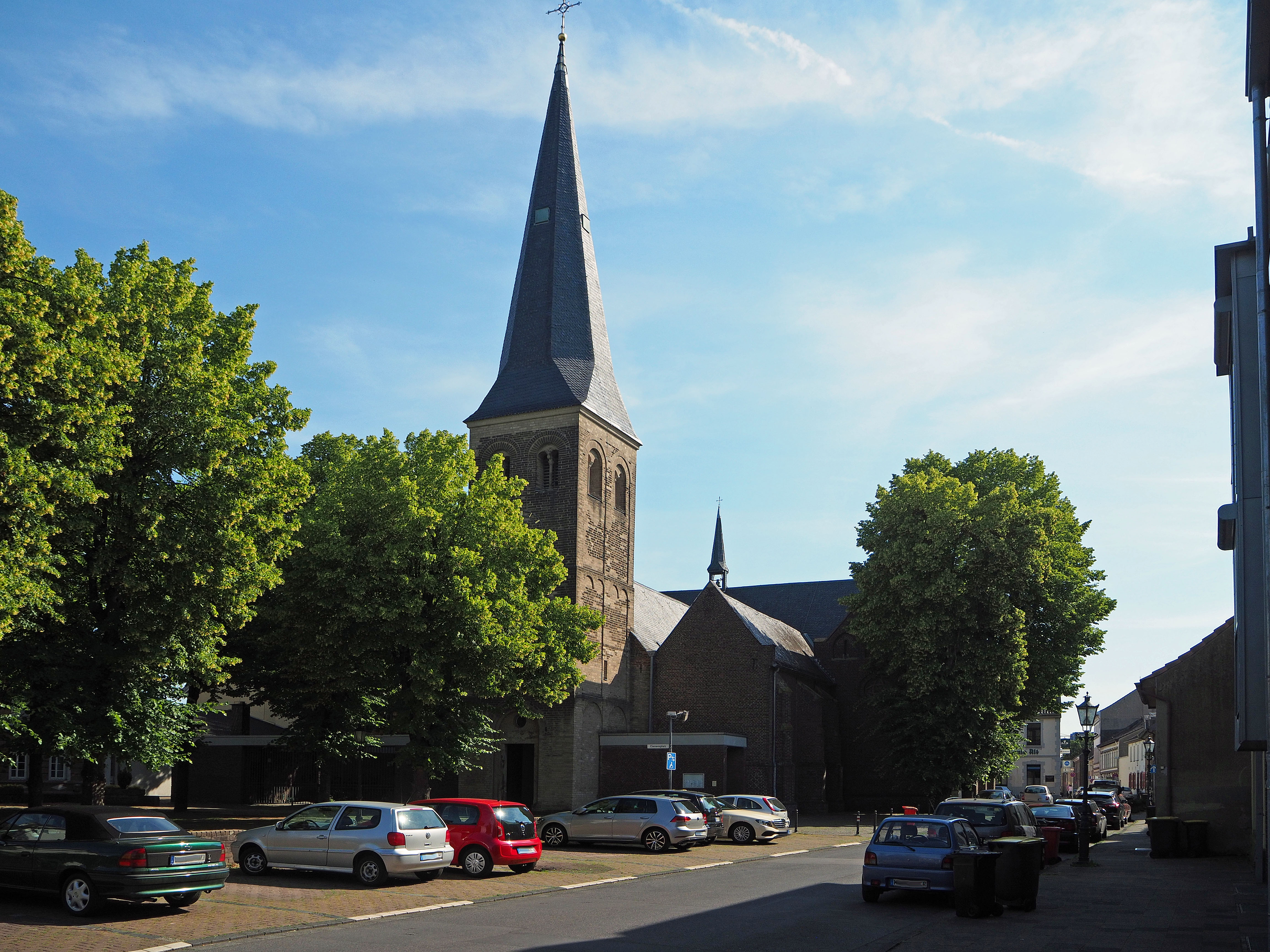
St. Clemens in Fischeln

St. Clemens ist eine römisch-katholische Pfarrkirche in Fischeln, einem Stadtteil von Krefeld in Nordrhein-Westfalen. Sie steht unter dem Patronat des hl. Clemens von Rom (Gedenktag 23. November) und ist Pfarrkirche der Pfarre Maria Frieden Krefeld. Das Gotteshaus wurde in verschiedenen Jahrhunderten erbaut.

## Geschichte
Laut einer Sage soll der heilige Willibrord im 8. Jahrhundert an der Stelle eines alten Tempels eine Kirche erbaut haben. Gesichert ist eine Kirche im 10. Jahrhundert, deren Fundamente 1966 ausgegraben wurden. Einen ersten schriftlichen Hinweis auf eine Kirche liefert eine Urkunde von 1272, in der als Zeuge ein Priester namens Heinrich als Pastor in Vischele aufgeführt wird. Damit war Fischeln bereits eigenständige Pfarre. Von der damals bestehenden Kirche zeugt noch heute der romanische Glockenturm aus dem 12. Jahrhundert. Im Liber valoris wird Vischel als Pfarre im Dekanat Neuss des Erzbistums Köln aufgeführt. Das Kollationsrecht hatte vom Mittelalter bis zu seiner Auflösung 1802 das Kölner Gereonstift.
Im 13. oder 14. Jahrhundert wurde anstelle der romanischen Kirche an den erhaltenen Turm eine zweischiffige Kirche in Formen der Gotik angebaut, die noch heute erhalten ist. Mitte des 18. Jahrhunderts fügte man ein drittes Kirchenschiff an. Etwa 100 Jahre später wurde die Pfarrkirche zu klein für die wachsende Bevölkerung. Daher wurde der Kölner Baumeister Vincenz Statz mit der Erweiterung beauftragt. 1867 wurde der Chor abgerissen und an das Kirchenschiff ein dreischiffiges Querschiff mit neuer Choranlage angebaut. 1868 war der Erweiterungsbau fertiggestellt. Die Kirchweihe war am 14. Oktober 1868.
1959 wurde die Kirche unter der Leitung der Krefelder Architekten Willi Basqué und Cornelius Steinmann restauriert. Dabei wurden im Querschiff zwei Emporen eingezogen und eine neue Sakristei angebaut.
Zum 1. Januar 2010 wurde die Pfarre St. Cornelius aufgelöst und mit den ebenfalls aufgelösten Pfarreien St. Bonifatius/Stahldorf, Herz Jesu/Königshof, St. Johann Baptist/Krefeld und St. Martin/Krefeld zur neuen Pfarre Maria Frieden Krefeld fusioniert. St. Clemens wurde als Pfarrkirche der neuen Pfarrei bestimmt.

## Baubeschreibung

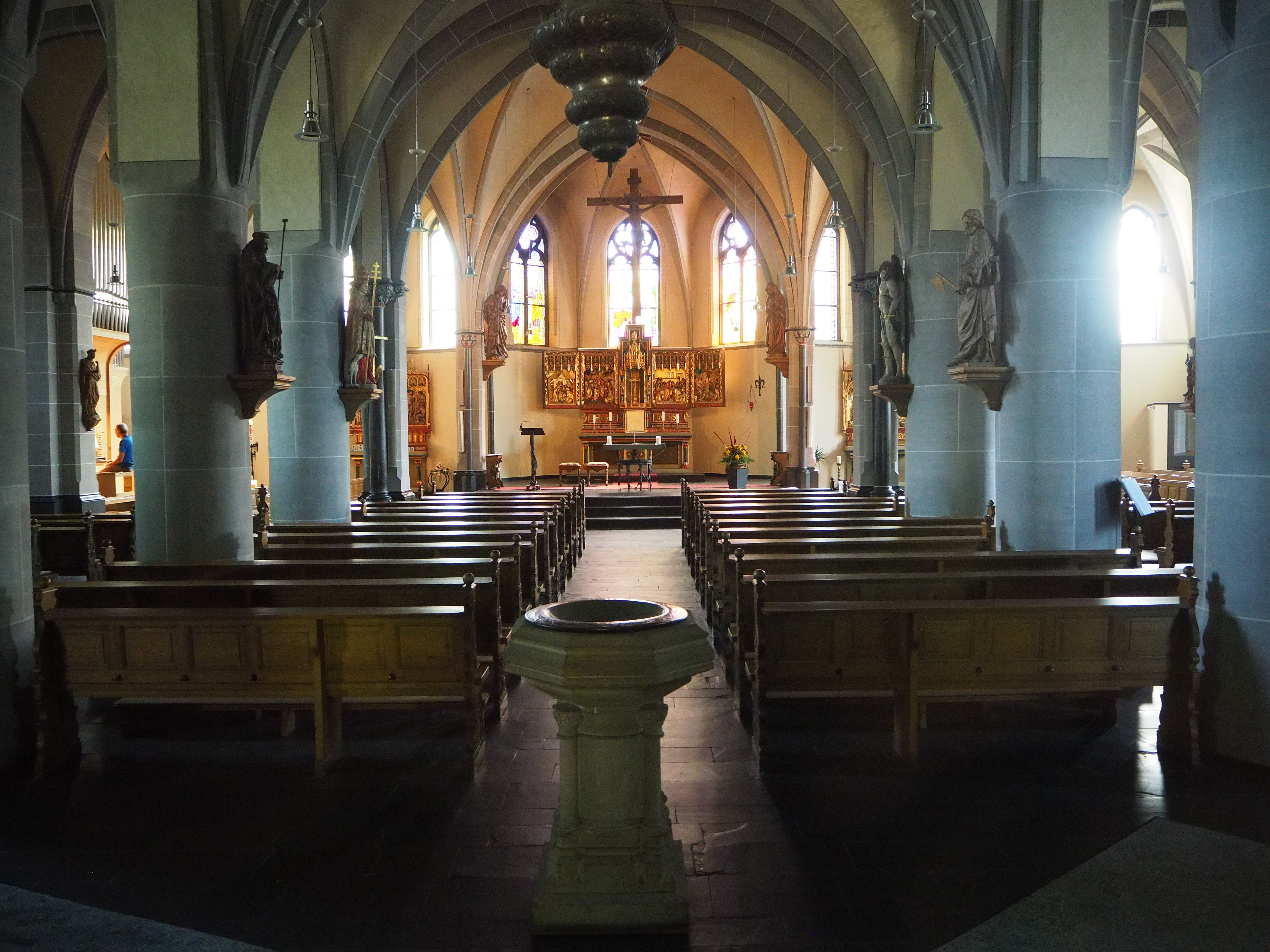
Innenraum

St. Clemens ist eine dreischiffige Hallenkirche im Stil der Gotik aus Tuff- und Backstein mit vorgebautem romanischem Glockenturm aus Tuffstein im Westen und neugotischem Querschiff im Osten aus Backstein, das in fünf parallelen Chören endet. Der Innenraum wird von Kreuzrippengewölben überwölbt. Das Langhaus hat drei parallele Satteldächer.

## Ausstattung

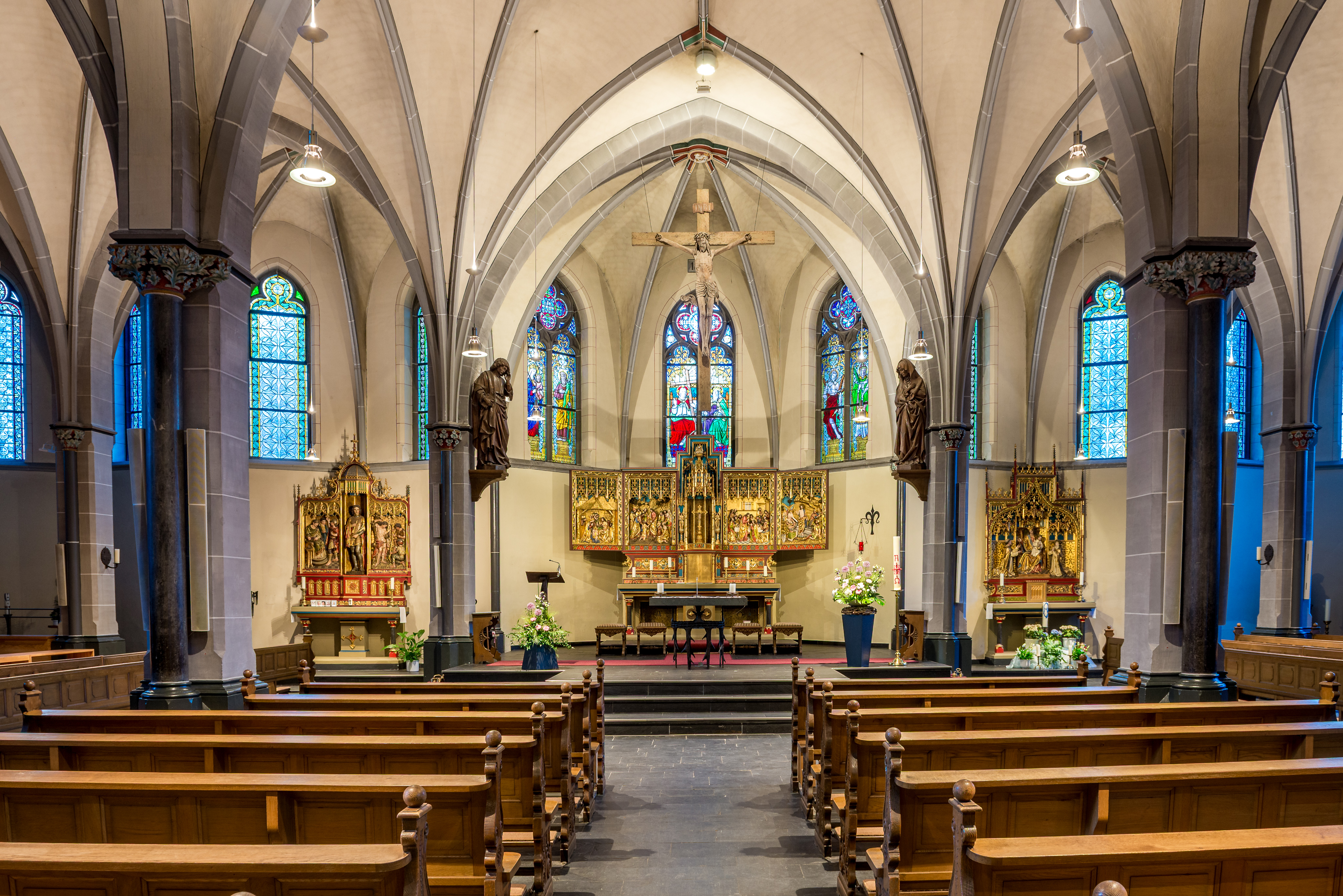
Altarraum von St. Clemens (Krefeld-Fischeln)

Im Innenraum haben findet sich eine reichhaltige Ausstattung aus verschiedenen Jahrhunderten. Der Hochaltar und die beiden Nebenaltäre sind Werke der Neugotik aus der Zeit um 1900, die Kanzel wurde 1882 vom Kölner Künstler Richard Moest geschaffen. Aus dem 15. Jahrhundert hat sich ein Kreuz mit Kruzifixus erhalten. Die Buntglasfenster in den Seitenchören wurden 1875 geschaffen, die Fenster im Hauptchor 1868.

## Orgel
Am 14. Oktober 2017 wurde eine neue Orgel von Orgelbau Martin Scholz (Mönchengladbach) eingeweiht. Sie umfasst 23 Register, darunter einen Vorabzug und zwei Extensionen, auf 2 Manualen und Pedal. Die Spiel- und Registertrakturen sind mechanisch. In dem Schleifladeninstrument erklingen 1448 Pfeifen.
| I Hauptwerk C–a3 |                 |       |
| 1.               | Bordun          | 16′   |
| 2.               | Principal       | 8′    |
| 3.               | Harmonieflöte   | 8′    |
| 4.               | Salicional      | 8′    |
| 5.               | Octave          | 4′    |
| 6.               | Rohrflöte       | 4′    |
| 7.               | Quinte          | 2 ⁄3′ |
|                  | Superoktave (V) | 2′    |
| 8.               | Mixtur IV–V     | 2′    |
| 9.               | Cornet V        |       |
| 10.              | Trompete        | 8′    |

| II Schwellwerk C–a3 |                   |    |
| 11.                 | Rohrflöte         | 8′ |
| 12.                 | Gambe             | 8′ |
| 13.                 | Vox coelestis     | 8′ |
| 14.                 | Traversflöte      | 4′ |
| 15.                 | Fagott-Oboe       | 8′ |
| 16.                 | Harmonie-Trompete | 8′ |
|                     | Tremulant         |    |

| Pedal C–g1 |                 |     |
| 17.        | Kontrabass      | 16′ |
| 18.        | Subbass         | 16′ |
|            | Oktavbass (E)   | 8′  |
|            | Gedacktbass (E) | 8′  |
| 19.        | Posaune         | 16′ |
| 20.        | Posaune         | 8′  |

- Koppeln
  - Normalkoppeln: II/I, I/P, II/P
  - Suboktavkoppeln: II/I

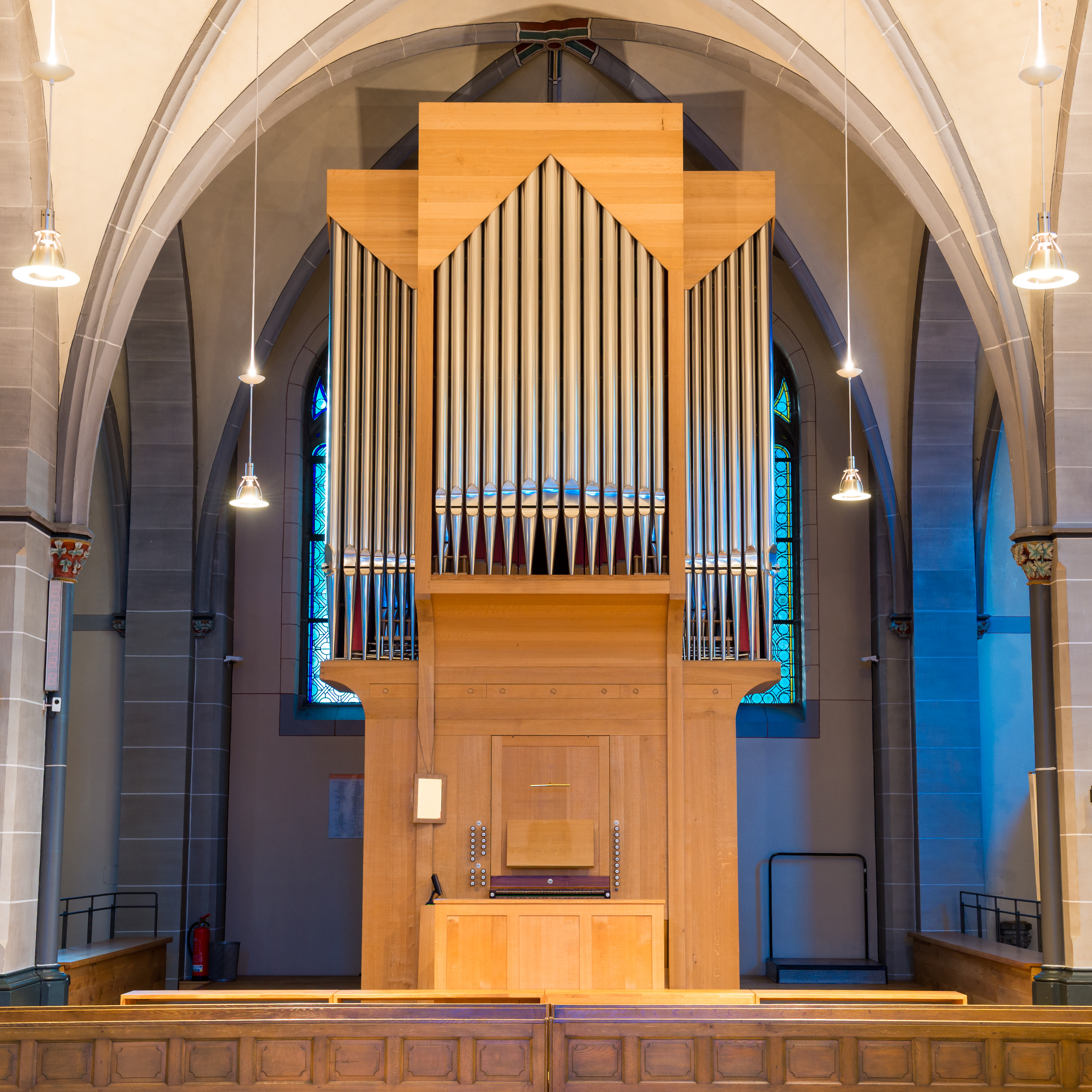
Orgel von St. Clemens in Fischeln

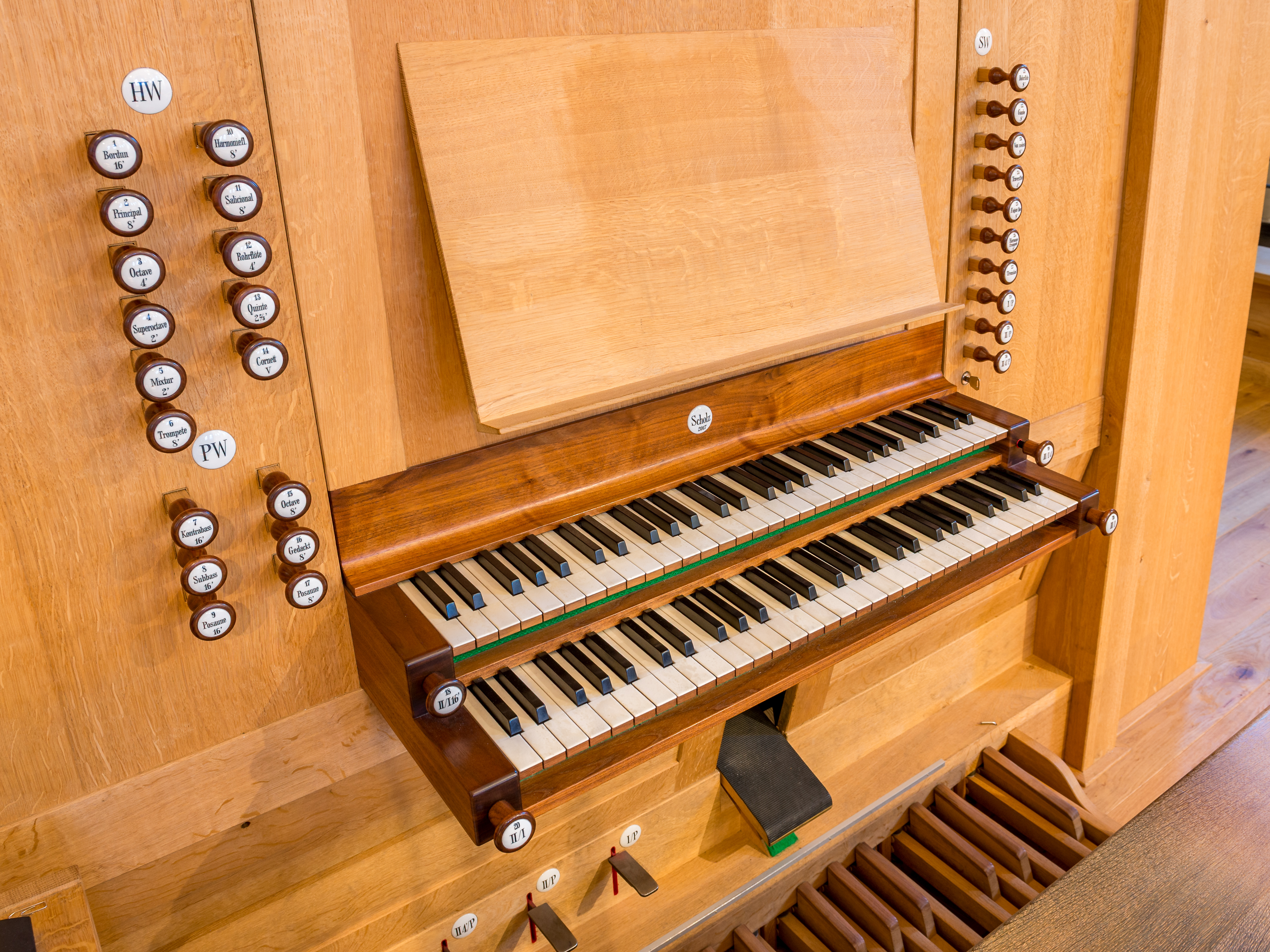
Krefeld Fischeln - Spieltisch der Orgel in St Clemens

  - Superoktavkoppel: II/I (ausgebaut), II/P

Anmerkungen
V = Vorabzug
E = Extension

## Pfarrer
Folgende Priester wirkten bislang als Pfarrer an St. Clemens bzw. seit 2010 als Pfarrer der Pfarre Maria Frieden:
- um 1272: Heinrich
- 1857–1869: Barthel Beckers
- 1921–1947: Johannes Cleven
- 1947–1953: Andreas Josef Dominick
- 1953–1973: Eugen Kranz
- 1974–1983: Josef Wolff
- 1983–1998: Peter Matthias Harperscheidt
- 1998–2010: Georg Weigel
- 2011–2024: Frank-Michael Mertens
- Seit 2024: David Grüntjens (Pfarradministrator)